# Мануил (Лемешевский)
Митрополи́т Ману́ил (в миру — Виктор Викторович Лемешевский; 1 [13] мая 1884, Луга — 12 августа 1968, Куйбышев) — епископ Русской православной церкви; митрополит Куйбышевский и Сызранский. Церковный историк.

## Биография
Окончил Либавскую Николаевскую гимназию, учился на юридическом факультете Петербургского университета (ушёл в 1910 году с последнего курса) и в Петроградской духовной академии (1916—1918). В 1920 году окончил Высшие библиотечные курсы в Петрограде. Во время учёбы в университете занимался литературной деятельностью, увлекался мистическими учениями, автор романа-дневника в трёх частях «На пути к иному миру» (СПБ, 1908) и оккультного романа «Их было четыре» (СПБ, 1909).
В апреле 1910 года поступил в Нило-Столобенскую пустынь Тверской епархии. 2 июня 1911 года пострижен в монашество с именем Мануил, с 10 декабря 1911 года — иеродиакон, с 16 сентября 1912 года — иеромонах.
В августе 1912 — августе 1916 года — помощник начальника Киргизской духовной миссии Омской епархии в Семипалатинске.

### Деятельность в Петрограде
С 1917 года — помощник библиотекаря Петроградской духовной академии.
В августе 1918 года был в научной командировке в Олонецкой епархии по обследованию и описанию памятников местной церковной старины.
15 августа 1919 года назначен настоятелем Свято-Троицкой Сергиевой Приморской пустыни, но не принят братией. Настоятель Спасской домовой церкви Александро-Невского общества трезвости в Петрограде.
С 1919 года одновременно работал старшим библиотекарем при Всероссийском центральном педагогическом музее Наркомпроса РСФСР (был вынужден совмещать духовную и светскую работу, так как был настоятелем очень бедного храма).
В 1921—1923 годах — преподаватель Священного Писания Ветхого Завета на богословских пастырских курсах в Петрограде.
В книге Анатолия Краснова-Левитина и Вадима Шаврова «Очерки по истории русской церковной смуты» так говорится об этом периоде жизни будущего митрополита:

Иеромонах Мануил совершенно не пользовался популярностью в интеллигентской среде — для этого ему не хватало внешнего лоска. Он, однако, был очень известен уже в то время среди питерской бедноты. К нему на исповедь шли простые, обиженные судьбой люди. К нему льнул «мелкий люд», которого так много было тогда в Питере — кухарки, почтальоны, кондукторы, — они знали, что у него они всегда найдут слово утешения и помощи — у этого сгорбленного иеромонаха с быстрыми, порывистыми движениями, с громким молодым голосом.

### Борьба с обновленчеством в Петрограде
Решительно выступил против обновленческого движения. В условиях почти полного доминирования обновленцев в Петроградской епархии после гибели митрополита Вениамина (Казанского) патриарх Тихон поручил малоизвестному тогда иеромонаху Мануилу возглавить борьбу с обновленчеством в Петрограде в сане епископа. По словам протоиерея Михаила Чельцова, «назначение Мануила во епископа состоялось по указанию кружка лиц, группировавшихся около протоиерея Михаила (Прудникова), при хлопотах Леонида Дмитриевича Аксенова (известного петроградского церковного деятеля). Для громадного большинства питерского духовенства и тем более мирян Мануил был совершенно неизвестен, а поэтому неожиданен во епископстве».
21 сентября 1923 года был возведён в сан архимандрита.
23 сентября 1923 года хиротонисан во епископа Лужского, викария Петроградской епархии с назначением управляющим этой епархией вместо арестованного епископа Гурия (Степанова). Хиротонию в Москве возглавил патриарх Тихон, который, вручая епископу Мануилу архипастырский жезл, напутствовал его такими словами: «Посылаю тебя на страдания, ибо кресты и скорби ждут тебя на новом поприще твоего служения, но мужайся и верни мне епархию».
29 сентября прибыл в Петроград и сразу же развернул активную антиообновленческую деятельность, возглавив народное движение верующих. В течение четырёх месяцев совершал литургию почти каждый день в разных храмах, выступал с проповедями в защиту Патриаршей церкви, привлёк на свою сторону многих прихожан. Назначил четырёх священнослужителей из числа последовательных сторонников патриарха Тихона духовниками округов, на которые был разделён город, — они принимали покаяние у обновленческого духовенства (которое в бытность владыки Мануила управляющим епархией осуществлялось публично, перед народом) и выступали с проповедями в храмах.
В результате деятельности епископа Мануила за несколько недель из 115 обновленческих храмов 83 перешли в ведение патриарха. В Патриаршую церковь вернулись также монашествующие Александро-Невской лавры и Новодевичьего монастыря. В целом по епархии ситуация была ещё более благоприятной для противников обновленцев — там почти все приходы ушли из обновленческой юрисдикции. В Патриаршую церковь перешёл даже глава обновленческой Петроградской епархии митрополит Артемий (Ильинский), который принёс покаяние в нескольких храмах и был принят в сане епископа, который имел до ухода в обновленчество.
В «Очерках по истории русской церковной смуты» содержится такое описание событий осени 1923 года в Петроградской епархии:

Самым замечательным во всей этой «мануиловской эпопее» было то, что ни у кого (ни у самого владыки, ни у его друзей, ни у его врагов) не было ни малейшего сомнения в том, что в 2-3 месяца епископ со своими помощниками лишатся свободы. Это и создавало в епископе и среди его ближайшего окружения то особое настроение героического подъёма, которое как бы возвышает людей над действительностью и над бытом, обновляет их, смывает все мелкое, пошлое, что есть в каждом человеке. Такие минуты не могут длиться очень долго; но тот, кто пережил их, всегда будет вспоминать о них, как о лучших мгновениях своей жизни.

В рапорте епископа Лужского Мануила на имя патриарха Тихона от 3 января 1924 года значилось: «В течение истекших 3 месяцев управления мною Петроградской епархией дружными усилиями духовников и православных пастырей и пасомых удалось воссоединить со Вселенской Церковью и Вашим Святейшеством почти всю епархию за малым исключением в г. Петрограде и некоторых уездов».

### Арест и пребывание в Соловках
Обновленцы требовали ареста владыки, называя возглавлявшееся им движение «мануиловщиной». 2 февраля 1924 епископ Мануил был арестован, приговорён к трём годам лишения свободы. В 1924—1928 годы находился в Соловецком лагере. Находясь в заключении, написал ряд работ: «Соловецкий Некрополь». «Соловецкие письма об епископстве», «Новый Соловецкий Патерик», «„Соловецкие синодики“. Их образование в период XV—XVII вв. Состав их и судьба их в Русской Церкви».

### Агент ОГПУ-НКВД
В электронной базе новомучеников ПСТГУ приводится следующая историческая справка:
Отбыв три года на Соловках он, будучи освобожден, пытался вывезти какие-то рукописи и в результате в третий раз подвергся аресту. Впоследствии он сам сообщил, что именно тогда он был завербован и стал тайным агентом ОГПУ. Результат убедительный: его быстро отпускают, и он становится епископом Серпуховским, викарием Московской епархии (это после трех арестов и борьбы с обновленцами в Петрограде!). […] Почти каждый арест епископа Мануила сопровождался арестами многих невинных людей, что послужило поводом для запомнившегося высказывания, прозвучавшего в стенах Московской Патриархии того периода: «Странный архиерей — то сам сидит, то других сажает». […] Похоже, что выдав в очередной раз множество ни в чём неповинных людей и выйдя на свободу, он раскаивался и начинал «снова служить Церкви». Опытные психологи из НКВД никогда не считали его вполне своим и использовали как подсадную утку. Потом «брали» его, напоминали о его «обязательствах», принятых на себя в 1928 г., и он, как провинившийся мальчик, снова «отрабатывал» их. Это многократно повторившаяся схема, показания, соединившие в себе графомана и архивиста, вся жизнь его, сотканная из попыток быть епископом-исповедником и доносов клеветника, производит впечатление глубочайшей духовной патологии, если не шизофрении. Последний допрос Владыки Мануила заканчивается обещанием-заверением до конца жизни без каких-либо колебаний служить НКВД и выполнять свои обязанности тайного агента, воспринятые им ещё в 1928 г. «Мы вам больше не верим», — услышал он в ответ от следователя и получил свои последние десять лет ИТЛ. В 1949 г. 65-летний сотрудник НКВД уже не нужен.
По утверждению церковного историка Георгия Митрофанова: «митрополит Мануил (Лемешевский) имел агентурные клички „Воробьёв“ и „Листов“. Он сотрудничал со спецслужбами с конца двадцатых годов, несмотря на то, что сам был узником советских лагерей. Эти документы я видел, и могу сказать, что тут сомневаться не приходится».

### Борьба против «иосифлянского» движения
С 25 апреля 1928 года — епископ Серпуховский, викарий Московской епархии.
Сразу после назначения на кафедру командирован в Ленинград, где с 28 апреля по 2 мая 1928 года активно выступал против «иосифлян» на стороне заместителя патриаршего местоблюстителя митрополита Сергия (Страгородского), поддерживая новоназначенного митрополита Ленинградского Серафима (Чичагова).
При назначении епископа Мануила в Серпухов митрополит Сергий стремился использовать его авторитет среди верующих для борьбы с «иосифлянским» движением, центром которого в Московской епархии фактически стал Серпухов. На рубеже 1927—1928 годов от «сергианского» епископа Серпуховского Сергия (Гришина) откололась почти половина городских приходов. Основным оппонентом епископа Мануила в Серпухове был «иосифлянский» епископ Максим (Жижиленко), арестованный в апреле 1929 года, отправленный на Соловки и вскоре расстрелянный.
С октября 1929 года — епископ Серпуховский и Каширский, викарий Московской епархии. В этот период написаны «Патерик Серпуховский» и «Синодик Сибирских просветителей, исповедников, подвижников и ревнителей благочестия и боголюбцев, церковных историков и писателей духовных о Сибири».

### Аресты, лагеря, ссылки
В 1930 году прекратил поминать на богослужениях митрополита Сергия, но не присоединился ни к одному из существовавших в церкви оппозиционных течений. В 1931—1932 годах находился в тюрьме, в 1933—1936 годах отбывал заключение в Мариинских лагерях.
После освобождения жил в посёлке Завидово Калининской области, в 1937 году составил «Словарь советских сокращений и условных наименований». По просьбе протоиерея Сергия Мечёва тайно рукоположил нескольких священников. 1 мая 1939 года был арестован по делу «Истинно-православной церкви». Дал подробные показания, в результате которых рукоположённые им священники были арестованы, а по общине отца Сергия Мечёва был нанесён сильнейший удар. Был осуждён к лишению свободы, отбывал срок в лагерях Канска.

### 1940-е годы
Осенью 1944 года был освобождён. В ноябре 1944 — феврале 1945 года находился в распоряжении архиепископа Луки (Войно-Ясенецкого) в Тамбовской епархии.
С 14 февраля 1945 года — епископ Чкаловский (с июля 1945 — Чкаловский и Бузулукский).
21 апреля 1946 года возведён в сан архиепископа.
Составил «Патерик Оренбургский», «Патерик Бузулукский», «Алфавитный указатель имен всех русских святых, местночтимых подвижников и праведников благочестия с X века до 1917 года», «Словарь русских святых и местночтимых (988—XVII вв.)», написал ряд других работ.
4 сентября 1948 года вновь был арестован, 16 апреля 1949 года приговорён к десяти годам лишения свободы и отправлен в Потемские лагеря в Мордовии. Освобождён в 1955 году.

### Последние годы жизни
21 декабря 1955 года назначен временно управляющим Чебоксарской епархией. 7 февраля 1956 года назначен архиепископом Чебоксарским и Чувашским.
22 марта 1960 года назначен архиепископом Куйбышевским и Сызранским.
По свидетельству Анатолия Краснова-Левитина, приехавшего к нему в том же году, «он жил тогда в великолепном особняке, который вся Самара знает как дом доктора Маслаковского. <…> Этот дом приобрели прихожане для предшественника Владыки Мануила, любившего роскошь. Владыка, приехав, ахнул от изумления: „Зачем мне это? Мне нужны две комнаты в деревянном домике: келья и кабинет для приёма посетителей“. „Но что же нам делать с этим домом? Не продавать же его?“ — резонно возразили руководители епархиального управления. Волей-неволей пришлось строгому аскету, старому лагернику поселиться в доме доктора-богача. <…> крохотный старичок с живыми глазами, в подрясничке, подпоясанном монашеским ремнем, с четками на шее, в скуфейке. <…> Живой, быстрый, любивший шутить, с звучным молодым голосом — трудно было поверить, что ему 76 лет».
25 февраля 1962 года возведён в сан митрополита.
25 ноября 1965 года уволен на покой по болезни с правом служения и с пребыванием в городе Куйбышеве.
Умер 12 августа 1968 года. Похоронен в Покровском кафедральном соборе Куйбышева (ныне Самара). Погребение возглавил митрополит Крутицкий и Коломенский Пимен (Извеков).

## Церковный историк
Составил первое фундаментальное собрание биографических сведений о всех архиереях Русской православной церкви от Крещения Руси до 1965 года включительно. Одна часть этого капитального труда — шеститомный «Каталог русских архиереев», посвящённая иерархам конца XIX — начала XX века, работу над которым он завершил к концу 1966 году. Труд включал в себя более 2200 кратких биографий российских иерархов с указанием их научных трудов. Этот труд автор в 1967 году представил на соискание степени магистра богословия. Рецензия неофициального оппонента архиепископа Антония (Мельникова) опубликована. В 1970—1980-е годы была издана в Эрлангене (Германия) в шести книгах.
Многие данные, содержавшиеся в этом труде, носят уникальный характер. Вместе с тем, труд содержит и изъяны: у автора не было возможности перепроверять материалы по архивным источникам. Кроме того, митрополит Мануил всячески избегал упоминания в справочнике о расстрелах, арестах и ссылках, которым в советскую эпоху подвергались православные иерархи. Рассекречивание архивов репрессивных органов СССР показало существенную недостоверность сведений автора (в частности, выяснилось, что ряд иерархов, считавшихся умершими в ссылках, — например, митрополиты Петр (Полянский), Кирилл (Смирнов) — на самом деле были расстреляны).
Другая часть этой обширной работы — об архиереях предшествующего времени — вышла в свет в Москве в 2004 году.
Собирал фотографии иерархов Русской православной церкви XX века.
Составил «Каталог русских архиереев-обновленцев», который долгое время являлся единственным источником, содержавшим биографические данные об обновленческом епископате. Данные митрополита Мануила в этом «Каталоге» содержат массу неточностей, о существовании многих обновленческих архиереев автор даже не подозревал. Имеются ошибки в дополнениях к каталогу, обусловленные тогдашним состоянием церковно-исторической науки, а также теми условиями, в которых вёл работу митрополит Мануил. Впрочем, и сам автор в первом варианте «Каталога обновленческих архиереев» отмечал скудость источниковой базы: «Большая часть краевой и областной обновленческой периодической печати погибла от времени и небрежения, даже в центре обновленческом — в их синоде не сохранился „Вестник“ в полных годовых комплектах. Поэтому не приходится здесь говорить о какой-либо даже относительной полноте использования источников». Тем не менее, это была первая работа, посвящённая составлению биографических справок об обновленческом епископате.
Автор «Чина архиерейского погребения», который был утверждён Священным синодом. Многие рукописи владыки Мануила погибли во время Великой Отечественной войны в Москве и Ленинграде.
Его духовным чадом был Иоанн (Снычёв), помогавший владыке в работе над биографиями архиереев, позднее сменивший владыку Мануила на Куйбышевской кафедре, а закончивший свою жизнь митрополитом Санкт-Петербургским и Ладожским.

## Вопрос о канонизации
Многие православные верующие, в частности, в Самарской епархии, почитают владыку Мануила как святого и в течение 1990-х годов выступали за его причисление к лику святых. Была создана епархиальная комиссия, в которую поступили данные о шестнадцати чудесах, связанных с именем митрополита. Однако сотрудничество владыки Мануила с карательными органами привело к отказу в его канонизации. Документы о его работе на органы госбезопасности до сих пор не опубликованы.
По данным члена Синодальной комиссии по канонизации святых Русской православной церкви, профессора-протоиерея Георгия Митрофанова, владыка Мануил был в конце 1920-х годов завербован органами государственной безопасности:

С конца 20-х годов он являлся секретным сотрудником ГПУ, а потом НКВД. Это сотрудничество не спасало его даже от арестов, и всякий раз, выходя на свободу, он панически боялся снова оказаться в лагере. Этот страх побуждал его предавать людей, и он ужасно страдал от этого, будучи глубоко верующим священнослужителем и аскетичным монахом. Десятилетиями он жил в страшном внутреннем противоречии. Когда к нам обратились с запросом о его канонизации, и мы начали исследовать этот вопрос, для нас стало большим потрясением то, какие доносы он писал, мечтая только об одном — не быть арестованным в очередной раз. Вы знаете, это было настолько тяжело, что ничего, кроме сострадания к нему, мы не испытали. Для нас это открытие было совершенно неожиданным, потому что авторитет митрополита Мануила для любого церковного историка был безусловен.

Тем не менее сторонники канонизации митрополита Мануила считают документы, говорящие о его сотрудничестве с карательными органами, сфабрикованными.

## Труды
- Русские православные иерархи периода с 1893—1965 гг. В 6-ти томах. Эрланген, 1979—1988. Т.1, Т.2, Т.3, Т.4, Т.5, Т.6.
- Божий виноградник. СПб., 1999.
- Каталог русских архиереев-обновленцев. Материал для «словаря русских архиереев-обновленцев» (1922—1944 гг.) // «Обновленческий» раскол. Материалы для церковно-исторической и канонической характеристики. М.: Изд-во Крутицкого подворья, 2002. С. 607—981.
- Русские православные иерархи. 992—1892: Биографический словарь: В 3-х томах / Митрополит Мануил (Лемешевский). — М.: Изд-во Сретенского монастыря, 2002—2004. — Т. 1—3. — 544, 608, 488 с. — 3000 экз. — ISBN 5-7533-0222-X, ISBN 5-7533-0280-7, ISBN 5-7533-0323-4. (в пер.)
- Существуют споры об авторстве или соавторстве с Серафимом Вырицким «От Меня это было»